# Морелль, Франсиско
Франсиско Антонио Морелль де ла Руа (исп. Francisco Antonio Mourelle da Rua; 17 июля 1750, Сан-Адриан-де-Корме, Ла-Корунья — 24 мая 1820) — испанский военный офицер и исследователь.

## Плавание 1775 года
До перевода на тихоокеанскую морскую базу Новой Испании в Сан-Бласе в 1774 году, Морелль служил в испанском флоте в Гвиане, Тринидаде и Антильских островах. В 1775 году он присоединился к экспедиции Бруно де Эсеты и Хуана Франсиско де ла Бодега-и-Куадра. Морелль был штурманом под руководством Куадра на шхуне «Сонора». 29 июля на 49° с. ш. «Сонора» потеряла из виду корабль Эсеты «Сантьяго». Эсета вскоре повернул на юг, а Куадра и Морелль продолжили движение на север, пока не достигли 58°30' с. ш. Здесь они стали на якорь в неизвестном заливе (в Александровском архипелаге, Аляска), которому Куадра дал название Букарели в честь вице-короля Новой Испании. Затем они поплыли на юг через Монтерей (Калифорния) и 20 ноября 1775 года вернулись в Сан-Блас.
Судовой журнал Морелля был тайно передан в Лондон, где его перевели и издали. Капитан Джеймс Кук использовал информацию из этого журнала во время своего плавания в Северо-западной части Тихого океана.

## Плавание 1779 года
В экспедиции 1779 года под командованием Игнасио-де-Артеаги Морелль снова был штурманом Квадры и заместителем капитана на судне «Фаворита». Покинув Сан-Блас 11 февраля 1779 года экспедиция достигла 61° с. ш. в районе острова Хинчинбрук в Аляскинском заливе. Отсюда корабли поплыли на юго-запад вдоль Кенайского полуострова. 21 ноября 1779 года все корабли экспедиции благополучно вернулись в Сан-Блас.

## Дальнейшая карьера
Во время своей службы в Сан-Бласе Морелль путешествовал по всему Тихому океану. Во время экспедиции 1780—1781 годов на корабле «La Princesa» описал острова Тонга и Тувалу. Морелль стал первым европейцем, высаживавшимся на острове Вавау, который он назвал островом Спасения. 21 апреля 1781 года он становился на якорь у острова Увеа, и назвал его островом Утешения. Он также был знаком с Филиппинами и Гуанчжоу (Китай).
Морелль должен был командовать «Мексиканой» в плавании 1792 года, в котором планировалось изучить пролив Джорджия, но Алессандро Маласпина назначил в командование «Мексиканы» также Каэтано Вальдеса и Флореса. Компаньоном «Мексиканы» был «Сутил», которым командовал Дионисио Алькала Гальяно.
В 1793 году Морелль вернулся в Испанию. В 1799 году ему присваивают звание капитана фрегата, в 1806 — капитана судна, а в 1811 — коммодора. В 1818 году он командовал эскадрой, которая должна была подавить восстание в Ла-Плата, но его помощь не понадобилась.
Умер Морелль 24 мая 1820 года, в возрасте 69 лет.

## Наследие
В честь Франсиско Морелля был назван остров в проливе между берегом Британской Колумбии и островом Ванкувер.